# شقراق أرجواني الجناح
شقراق أرجواني الجناح (الاسم العلمي:Coracias temminckii) (بالإنجليزية: Purple-winged Roller)‏ هي نوع من الطيور يتبع جنس الشقراق من فصيلة الشقراقية.